# Amt Calvörde
Das Amt Calvörde gehörte von 1571 bis 1945 als Exklave zum Fürstentum Braunschweig-Wolfenbüttel beziehungsweise Herzogtum Braunschweig und zuletzt zum Freistaat Braunschweig. Es war damit ein Amt des Landkreises Helmstedt und hatte eine Größe von 102 km² und war von den Kreisen Gardelegen und Neuhaldensleben umschlossen, die zur preußischen Provinz Sachsen gehörten. Innerhalb der braunschweigischen Exklave befand sich wiederum die preußische Enklave „Pax“.

## Geschichte

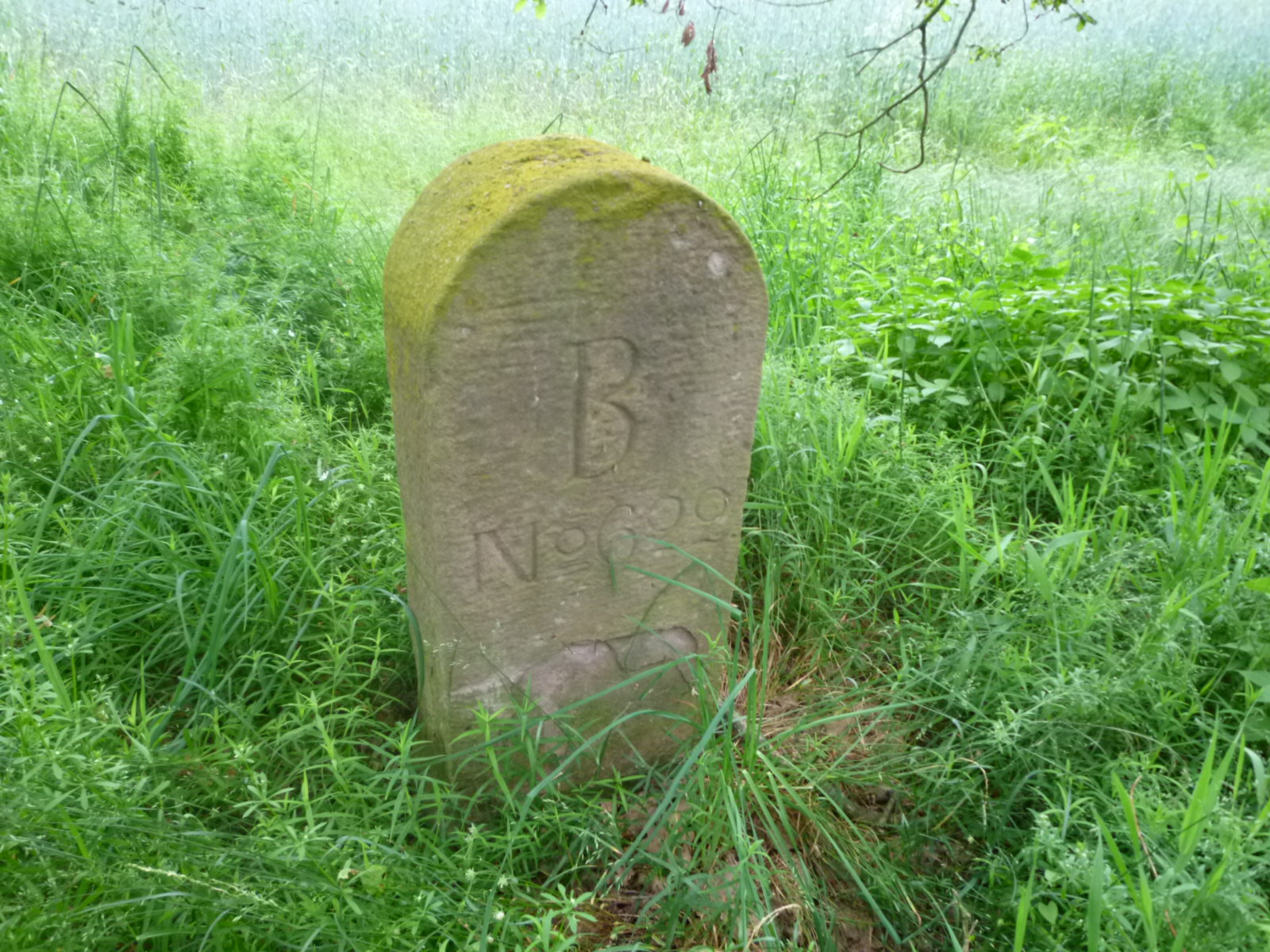
Grenzstein

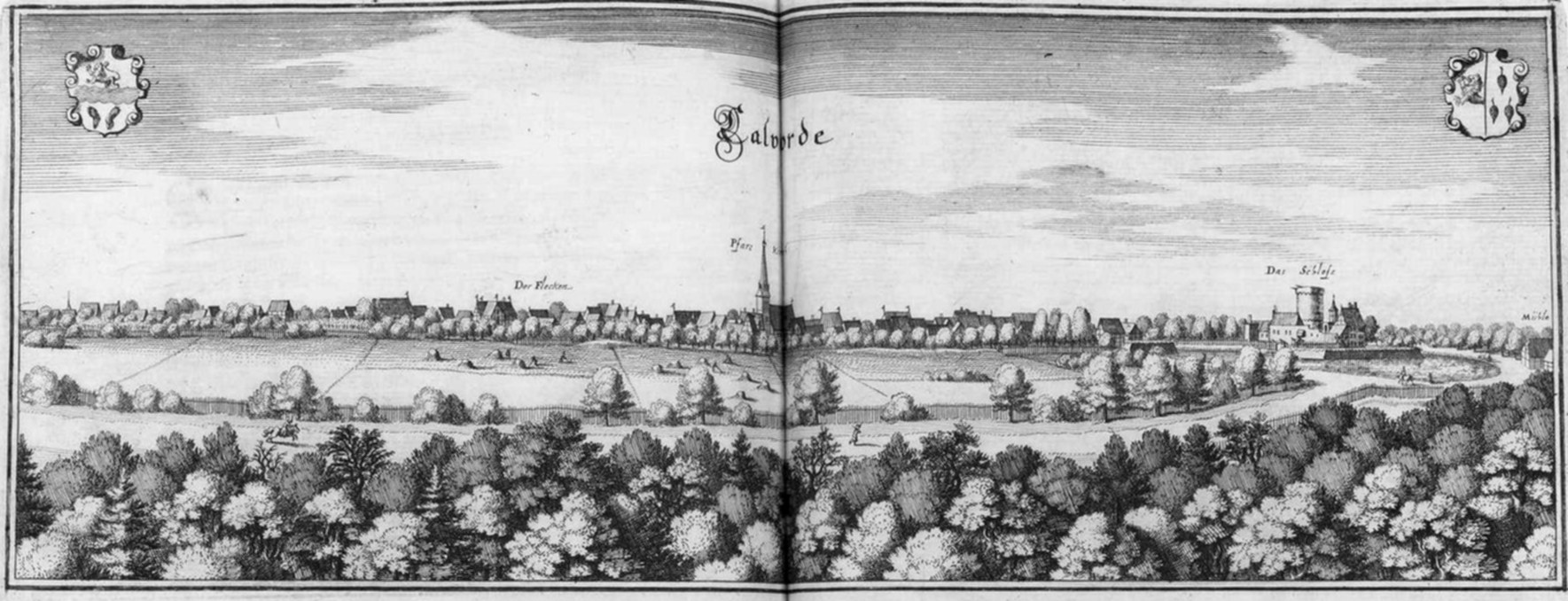
Calvörde um 1654/1658, Stich von Matthäus Merian

1571 wurden die Pfandbesitzungen um Calvörde mit der Burg Calvörde (Calvörde mit Hünerdorf, Velsdorf, Berenbrock, Elsebeck und Lössewitz) – diese hatten ab 1565 Viktor von Bülow gehört – durch Julius von Braunschweig wieder eingelöst. Er vereinigte das Gebiet mit dem Halbgericht (Uthmöden, Zobbenitz, Dorst und Born) zum Amt Calvörde. Seit diesem Zeitpunkt war das Amtsgebiet rein braunschweigisch und wurde von einem sogenannten herzoglichen Amtmann verwaltet.
Das Amt Calvörde gehörte zum Braunschweigischen Herzogtum und blieb dessen Bestandteil bis zur Auflösung des Freistaates nach dem Ende des Zweiten Weltkriegs. Lediglich von 1807 bis 1813 gehörte es als Kanton Calvörde zum Königreich Westphalen.
Im Zuge der Reorganisation des Herzogtums Braunschweig wurden die Ortschaften des Amts Calvörde mit dem Amt Vorsfelde zu einem Kreisgericht, dann Kreisamt Vorsfelde zusammengelegt. 1827 wurde in Calvörde ein eigenes Kreisamt eingerichtet und ab 1833 galt auch wieder die alte Bezeichnung „Amt Calvörde“. Im Jahre 1847 hatte das Amt Calvörde 3676 Einwohner und umfasste den Flecken Calvörde, der der Sitz der Amtsverwaltung war und zu dem der Ortsteil Hünerdorf gehörte, sowie die zehn Dörfer Berenbrock, Elsebeck, Jeseritz, Lössewitz, Parleib, Velsdorf, Zobbenitz, Dorst und Uthmöden mit Born. Heute gehören Jeseritz und Parleib zum Altmarkkreis Salzwedel, die übrigen Dörfer zum Landkreis Börde.
Mit dem Gerichtsverfassungsgesetz vom 21. August 1849 und dessen Umsetzung zum 1. Juli 1850 wurden Verwaltung und Justiz im Herzogtum Braunschweig konsequent getrennt. Amt Calvörde und die weiteren Ämter des Herzogtums verloren daraufhin an Bedeutung. Im Jahr 1855 umfasste das Amt neun Ortschaften mit 3782 Einwohnern.
Zur Entwicklung des Postwesens im Amt Calvörde siehe: Postroute Braunschweig–Calvörde.

## Wappen
Das calvördische Amtssiegel enthielt damals oben einen Braunschweiger Löwen, in der Mitte einen Wasserstrom und unten zwei einander abgekehrte Klauen, zur Bezeichnung der hiesigen Braunschweiger Amtsherrschaft dies- und jenseits der Ohre. Die Umschrift lautet Ambt Kalvörde.

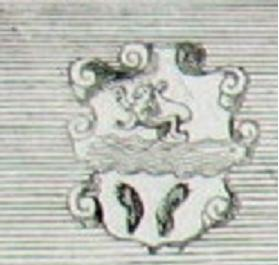
Das Amtssiegel

## Amtmänner
|     | Amtszeit  | Name                      | Bemerkung                       |
| --- | --------- | ------------------------- | ------------------------------- |
| 1.  | 1571      | Erich Dux                 | erster Amtmann                  |
| 1.a | (1586)    | Johann Schoppe            | siehe Uthmöden                  |
| 2.  | 1571–1592 | Georg von Halle           | starb am 18. August 1592 im Amt |
| 3.  | …… –1593  | Johann von Doyen          |                                 |
| 4.  | …… –1599  | Moritz von Lüden          | (oder Moritz von der Lühe)      |
| 5.  | …… –1616  | Simon Reihers             |                                 |
| 6.  | …… –1621  | Burghard Wacker           |                                 |
| 7.  | …… –1623  | Johann Kühne              |                                 |
| 8.  | …… –1625  | Johann Falkenberg         |                                 |
| 9.  | …… –1642  | Peter Franz Fricke        |                                 |
| 10. | 1642– ……  | Hubold Rörig              |                                 |
| 11. | 1677– ……  | Johann Zimmermann         |                                 |
| 12. | …… –1713  | Johann Georg Fromme       |                                 |
| 13. | …… –1747  | Johann Nicolaus Lambrecht |                                 |
| 14. | …… –1779  | Johann August Kamlah      |                                 |
| 15. | …… –1809  | Johann Levin Kagel        |                                 |

## Einwohnerverteilung aus dem Jahr 1832
Durch Angaben der Calvörder Predigers, Friedrich Röver, wissen wir etwas über die Einwohnerverteilung im Amt Calvörde.
| Orte                                 | Häuseranzahl | Einwohneranzahl |
| ------------------------------------ | ------------ | --------------- |
| Flecken Calvörde (⊙) / Hünerdorf (⊙) | 156          | 1874            |
| Velsdorf (⊙)                         | 18           | 175             |
| Berenbrock (⊙)                       | 12           | 129             |
| Elsebeck (⊙)                         | 12           | 134             |
| Jeseritz (⊙)                         | 23           | 285             |
| Parleib                              | 12           | 104             |
| Lössewitz (⊙)                        | 13           | 129             |
| Zobbenitz (⊙)                        | 23           | 333             |
| Dorst (⊙)                            | 3            | 31              |
| Uthmöden (⊙) / Horstmühle / Born (⊙) | 49 / 2 / 1   | 580             |